# Christian Bach
Adela Christian Bach (Buenos Aires, 9 de mayo de 1959-Los Ángeles, 26 de febrero de 2019) conocida por su nombre artístico Christian Bach, fue una actriz y productora argentinomexicana.

## Biografía y carrera

### Argentina
Su madre era la argentina Adela Adamowa Bottino, primera bailarina del teatro Colón, que había bailado en la Ópera de París y en la Scala de Milán y se convirtió en una reconocida coreógrafa en la televisión argentina.
Su abuela materna, oriunda de Rusia, fue bailarina en el Bolshoi. Desde su adolescencia, Adela Christian Bach decidió estudiar danzas. Al terminar la escuela secundaria optó por seguir la carrera de Derecho.
En 1976 ―mientras cursaba la carrera de Derecho en la Universidad de Buenos Aires― obtuvo su primer papel en la segunda versión de la telenovela El amor tiene cara de mujer (1976-1977) ―cuya primera versión había sido un rotundo éxito, con ocho temporadas (1964-1972)―, con Virginia Lago, Cristina Tejedor, Beatriz Día Quiroga y Dora Prince.
Al año siguiente (1977) obtuvo un papel importante en la película Brigada en acción, con Palito Ortega, Carlitos Balá y Alberto Martín.

### México
En 1979 ―después de su graduación como abogada, tras cinco años de estudio― se mudó a México para hacer una carrera como actriz. Se dio a conocer gracias al director y productor de cine y televisión Ernesto Alonso. Comenzó a trabajar en pequeñas puestas en escena y en películas, hasta que ese mismo año obtuvo un pequeño papel en la telenovela Los ricos también lloran (1979).[cita requerida]
En 1980 trabajó en la telenovela Soledad, con Libertad Lamarque, en la que conoció a quien sería su esposo, Humberto Zurita.[cita requerida]
Obtuvo su primer papel principal tres años más tarde, en Bodas de odio (1983-1984).
En 1986 protagonizó con Humberto Zurita la telenovela De pura sangre. Ese mismo año se casaron.
Debuta como productora ejecutiva en la televisión con la telenovela Bajo un mismo rostro, en conjunto con Humberto Zurita, y en 1996 producen su última telenovela para la cadena mexicana Televisa: la exitosa Cañaveral de pasiones.[cita requerida]
En 1995, la pareja Zurita-Bach decidieron formar su propia empresa de producción, Zuba Producciones, y dejar la empresa Televisa para moverse a TV Azteca. Dos años más tarde produjeron dos telenovelas, La chacala (1997) y Azul tequila (1998), donde actuaron Bárbara Mori y Mauricio Ochmann.[cita requerida]
Después de nueve años de ausencia, regresó a TV Azteca; allí grabó la telenovela Vidas robadas, en la que dio vida a la antagonista principal María Julia Fernández Vidal, al lado de Carla Hernández y Andrés Palacios.[cita requerida]
Se unió a Telemundo en 2013 y obtuvo su papel como la villana Antonia Guerra en la exitosa telenovela La patrona, con Aracely Arámbula y Jorge Luis Pila. En 2014, Christian y su hijo Sebastián Zurita participaron en la telenovela La impostora, protagonizada por Lisette Morelos.[cita requerida]

## Vida personal y muerte
Desde 1986 estaba casada con el actor Humberto Zurita, con quien tuvo dos hijos, Sebastián y Emiliano.
Bach padeció de cáncer, consecuencia de ello falleció el 26 de febrero de 2019 debido a un paro respiratorio, hecho que no fue informado por sus familiares sino hasta el 1 de marzo del mismo año.

## Filmografía

### Telenovelas
- 1976-1977: El amor tiene cara de mujer
- 1978: La mujer frente al amor.[12]
- 1978: Te sigo queriendo, Ana, como Adriana
- 1979: Propiedad horizontal como Vicky[13]
- 1980: Los ricos también lloran, como Joanna Smith
- 1980: Verónica, como María Teresa
- 1980: Colorina, como Peggy
- 1980-1981: Soledad, como Consuelo "Chelo" Sánchez Fuentes
- 1982: El amor nunca muere, como Cecilia
- 1983-1984: Bodas de odio, como Magdalena Mendoza
- 1985-1986: De pura sangre, como Florencia Duarte Valencia
- 1988-1989: Encadenados, como Catalina Valdecasas
- 1990-1991: Atrapada, como Camila Montero
- 1995: Bajo un mismo rostro, como Irene Saldívar Teodorakis
- 1996: La antorcha encendida, como María Ignacia Rodríguez "La Güera"
- 1997-1998: La chacala, como Gilda Almada / Liliana Almada / Delia de Almada / La Chacala
- 2002: Agua y aceite, como Julieta
- 2010: Vidas robadas, como María Julia Echeverría de Fernández-Vidal / María Emilia Echeverría
- 2013: La patrona, como Antonia Guerra vda. de Vidal
- 2014: La impostora, como Raquel Altamira vda. de León

### Programas
- 1992: La Baronesa de Galápagos, como la Baronesa
- 1993: Televiteatros.

### Cine
- 1977: Brigada en acción, filmada en Argentina, con Palito Ortega, Carlitos Balá y Alberto Martín.
- 1980: La venganza del lobo negro.
- 1981: Duelo a muerte.
- 1985: Secuestro sangriento.
- 1985: Gavilán o paloma, como Anel
- 1989: Los placeres ocultos.
- 1991: Soy libre.
- 1992: Yo, tú, él, y el otro.
- 1992: El hombre de blanco, como Érika
- 2008: Retazos de vida, como Rafaela Martí
- 2009: Me olvidarás.
- 2011: El secreto, como Claudine
- 2013: Deseo, como la Señora.[14]

### Como productora
- El tres de copas
- 1993: La dama del alba.
- 1993: Lil, la de los ojos del color del tiempo.
- 1993: La mujer legitima.
- 1994: El abanico de Lady Windermere.
- 1994: Hedda Glaber.
- 1994: Impaciencia del corazón.
- 1994: Perfume, efecto inmediato.
- 1995: Bajo un mismo rostro con Humberto Zurita.
- 1995: Bésame en la boca.
- 1995: Norena.
- 1996: Cañaveral de pasiones con Humberto Zurita
- 1996: El amor de tu vida S. A.
- 1997: Educación sexual en breves lecciones.
- 1997-1998: La chacala con Humberto Zurita.
- 1998: Azul tequilacon Humberto Zurita.
- 1999: El candidato con Humberto Zurita.
- 2000: La calle de las novias con Humberto Zurita.
- 2002: Agua y aceitecon Humberto Zurita.

## Premios y nominaciones

### Premios TVyNovelas

#### Como actriz
| Año  | Categoría                | Telenovela          | Resultado |
| ---- | ------------------------ | ------------------- | --------- |
| 1989 | Mejor actriz protagónica | Encadenados         | Ganadora  |
| 1986 | Mejor actriz protagónica | De pura sangre      | Nominada  |
| 1984 | Mejor actriz             | Bodas de odio       | Ganadora  |
| 1983 | Mejor actriz             | El amor nunca muere | Nominada  |

#### Como productora
| Año  | Categoría        | Telenovela            | Resultado |
| ---- | ---------------- | --------------------- | --------- |
| 1996 | Mejor producción | Bajo un mismo rostro  | Ganadora  |
| 1997 | Mejor telenovela | Cañaveral de pasiones | Ganadora  |

### Premios Eres

#### Como productora
| Año  | Categoría        | Telenovela            | Resultado |
| ---- | ---------------- | --------------------- | --------- |
| 1997 | Mejor telenovela | Cañaveral de pasiones | Ganadora  |

### Premios ACE
| Año  | Categoría                     | Telenovela           | Resultado |
| ---- | ----------------------------- | -------------------- | --------- |
| 1998 | Figura Internacional Femenina | Bajo un mismo rostro | Ganadora  |
| 1999 | Productores Más Destacados    | Azul tequila         | Ganadora  |

### Premios Tu Mundo
| Año  | Categoría         | Telenovela   | Resultado |
| ---- | ----------------- | ------------ | --------- |
| 2013 | La Mala Más Buena | La patrona   | Ganadora  |
| 2013 | Primera actriz    | La patrona   | Ganadora  |
| 2014 | La Mala Más Buena | La impostora | Nominada  |